# Spherillo brevicauda
Spherillo brevicauda is een pissebed uit de familie Armadillidae. De wetenschappelijke naam van de soort is voor het eerst geldig gepubliceerd in 1907 door Adrien Dollfus.